# Sulawesikungsfiskare
Sulawesikungsfiskare (Ceyx fallax) är en fågel i familjen kungsfiskare inom ordningen praktfåglar.

## Utseende
Sulawesikungsfiskaren är en mycket liten (12 cm) skogslevande kungsfiskare. Den har illröd näbb, blåfläckad svart hjässa, lilafärgad kind och en vit fläck på halsen. Vidare är den vit på strupen och orange på undersidan. Ovansidan är brun men på nedre delen av ryggen, övergumpen och övre stjärttäckarna lysande blå. Närbesläktade sangihekungsfiskaren, tidigare behandlad som underart, är större, med mer utbrett mörkt på hjässan ner till ögat och violett snarare än blått på ovansidan.

## Utbredning och systematik
Sulawesikungsfiskaren förekommer i Indonesien på Sulawesi och ön Lembeh. Den behandlas som monotypisk, det vill säga att den inte delas in i några underarter. Tidigare inkluderades sangihekungsfiskaren (C. sanghirensis) i arten, men urskildes 2014 som egen art av BirdLife International, 2022 av tongivande eBird/Clements och 2023 av International Ornithological Congress.

## Status
IUCN kategoriserar arten som livskraftig.